# Blèves
Blèves là một xã thuộc tỉnh Sarthe trong vùng Pays-de-la-Loire tây bắc nước Pháp. Xã này nằm ở khu vực có độ cao từ 141-170 mét trên mực nước biển. The population of Blèves was 97 in 1999.